# دو مرد و نصفی
دو مرد و نصفی (Two and a Half Men) مجموعه تلویزیونی کمدی موقعیتی است. این مجموعه از سال ۲۰۰۳ تا ۲۰۱۵ از شبکه سی بی اس پخش می‌شد. بازیگران اصلی این مجموعه چارلی شین، جان کرایر و آنگوس تی. جونز می‌باشند. از سال ۲۰۱۰ به علت مشکلاتی که چارلی شین برای ترک اعتیاد خود داشت از مجموعه کنار گذاشته شد و براساس نظر تهیه کنندگان اشتون کوچر از فصل نهم تا پایان مجموعه جانشین او شد.
این مجموعه برنده نه جایزه جایزه امی ساعات پربیننده و دو بار نامزد دریافت جایزه گلدن گلوب بوده‌است.

## داستان
تا پایان فصل هشتم، ماجرای زندگی چارلی هارپر (با بازی چارلی شین) یک ترانه سرای خوش گذران است که در ویلایی در ملیبو، کالیفرنیا زندگی می‌کند. برادر در حال طلاقش، الن هارپر، به علت ناسازگاری با همسرش برای زندگی به منزل چارلی می‌آیند تا به قول الن اوضاع به حالت قبلی برگردد. از فصل نهم تا پایان مجموعه والدن اشمیت که اشتون کوچر نقش آن را ایفا می‌کند، ویلای چارلی (که در پایان فصل هشتم می‌میرد) را می‌خرد. اشمیت یک برنامه‌نویس ثروتمند است.
| فصل‌ها | فصل‌ها | قسمت‌ها | تاریخ پخش       | تاریخ پخش     |
| فصل‌ها | فصل‌ها | قسمت‌ها | قسمت نخست       | قسمت پایانی   |
| ----- | ----- | ------ | --------------- | ------------- |
|       | ۱     | ۲۴     | ۲۲ سپتامبر ۲۰۰۳ | ۲۴ می ۲۰۰۴    |
|       | ۲     | ۲۴     | ۲۰ سپتامبر ۲۰۰۴ | ۲۳ می ۲۰۰۵    |
|       | ۳     | ۲۴     | ۱۹ سپتامبر ۲۰۰۵ | ۲۲ می ۲۰۰۶    |
|       | ۴     | ۲۴     | ۱۸ سپتامبر ۲۰۰۶ | ۱۴ می ۲۰۰۷    |
|       | ۵     | ۱۹     | ۲۴ سپتامبر ۲۰۰۷ | ۱۹ می ۲۰۰۸    |
|       | ۶     | ۲۴     | ۲۲ سپتامبر ۲۰۰۸ | ۱۸ می ۲۰۰۹    |
|       | ۷     | ۲۲     | ۲۱ سپتامبر ۲۰۰۹ | ۲۴ می ۲۰۱۰    |
|       | ۸     | ۱۶     | ۲۰ سپتامبر ۲۰۱۰ | ۱۴ فوریه ۲۰۱۱ |
|       | ۹     | ۲۴     | ۱۹ سپتامبر ۲۰۱۱ | ۱۴ می ۲۰۱۲    |
|       | ۱۰    | ۲۳     | ۲۷ سپتامبر ۲۰۱۲ | ۹ می ۲۰۱۳     |
|       | ۱۱    | ۲۲     | ۲۶ سپتامبر ۲۰۱۳ | ۸ می ۲۰۱۴     |
|       | ۱۲    | ۱۶     | ۳۰ اکتبر ۲۰۱۴   | ۱۹ فوریه ۲۰۱۵ |

## بازیگران

### شخصیت‌های اصلی
- چارلی شین در نقش چارلی هارپر (فصل اول تا هشتم)
- اشتون کوچر در نقش ولدن اشمیت (فصل نهم تا پایان مجموعه)
- جان کرایر در نقش الن هارپر (برادر چارلی)
- آنگوس تی. جونز در نقش جیک هارپر (پسر الن)
- هالند تیلور در نقش اولین هارپر ( مادر چارلی و الن)
- کونچتا فرل در نقش برتا (خدمتکار منزل چارلی)
- مارین هینکل در نقش جودیث (همسر سابق الن)
- ملانی لینسکی در نقش رز (همسایه و تعقیب کننده چارلی )
- آمبر تامبلین در نقش جِنی (دختر چارلی)
- جنیفر بینی تیلور در نقش چلسی (دوست دختر چارلی)
- آوریل بالبی در نقش کَندی (دوست دختر چارلی و دومین همسر سابق الن)
- کورتنی تورن-اسمیت در نقش لیندزی (نامزد الن)
- کلی استیبلز در نقش ملیسا (منشی و دوست دختر سابق الن)

### شخصیت‌های دوره‌ای
بازیگرانی که در این مجموعه به عنوان میهمان ایفای نقش کرده اند:
- جوزی دیویس
- رایان استایلز
- آرنولد شوارتزنگر
- استیون تایلر
- دنیس ریچاردز
- شان پن
- جنا الفمن
- میلا کونیس
- انریکه ایگلسیاس
- مگان فاکس
- هیلاری داف
- نادیا بیورلین
- مایلی سایرس
- الویس کاستلو
- تری هچر
- اریک آلن کریمر
- کمرین منهایم
- امیلیو استیوز
- کریستینا مور
- جنی مک‌کارتی
- الیسون میچالکا
- جیمز ارل جونز
- اورسن بین
- آیشا تایلر
- آلیشیا ویت
- مارتین شین
- سوزان بلکلی
- کوین سوربو
- زی‌زی تاپ
- جین لینچ
- مایکل کلارک دانکن
- رابرت واگنر
- مگی لاسون
- بروک شیلدز
- اودت انابل
- جودی گریر
- امانوئل ووگیر
- میمی راجرز
- کتی بیتس
- دیورا برد
- کریستین اسلیتر
- امی هیل
- میگن فی
- پجت بروستر
- جورجیا انگل
- هتر لوکلیر
- آلیسون جانی
- مورگان فیرچایلد
- تریشیا هلفر
- دیانا روسو
- سارا رو
- استیسی کیچ
- امیلی آسمنت
- جولیا کمپ‌بل
- لیندا کارتر
- تایلور کول
- جسیکا کالینز
- رینا سافر
- آنی پاتس
- کارول کین
- کلوریس لیچمن
- کیت لنگ جانسون
- لوسی لاولس
- جان آموس
- جیسن الکساندر
- دایدریچ بیدر
- هری دین استنتون
- جیمی پرسلی
- برد پیزلی
- کتی میکسون
- مینگ-نا ون
- کارل راینر
- بروک اورسی
- مارتین مول
- لیز وسی
- پتن اسوالت
- کلارک دوک
- میکیلا هوور
- پینگ وو